# Carl Gehewe
Carl Heinrich Constantin Gehewe (* 12. Februar 1796 in Dorpat; † 2. Juli 1856 in Eger-Franzensbad) war ein deutschbaltischer Geistlicher und Förderer der estnischen Sprache.

## Leben
Carls Vater Johannes Gehewe (* um 1757, Schneidermeister) war aus Hessen nach Dorpat gezogen und hatte hier Katharina Poltin (* 14. April 1784) geheiratet.

Carl Gehewe besuchte das Gymnasium in Dorpat und studierte an der Kaiserlichen Universität Dorpat von 1814 bis 1815 sowie von 1817 bis 1819 Theologie; er wurde für eine Preisarbeit der Fakultät mit einer silbernen Medaille ausgezeichnet. Nach einer Hauslehrertätigkeit auf Schloss Ringen in Livland wirkte er von 1820 bis 1831 als Pastor in Ringen, betreute dann von 1831 bis zu seinem Tode die estnische Landgemeinde in Dorpat. Er bemühte sich sehr um die Übersetzung kirchlicher Texte ins Estnische und verfasste zu diesem Zweck mehrere Schriften. Er gehörte zu den Gründern der Gelehrten Estnischen Gesellschaft, wurde ihr erster Präsident und bekleidete das Amt von 1838 bis 1841, stellvertretend auch noch 1842–1843. In dieser Gesellschaft hielt er eine Reihe von Vorträgen über die estnische Sprache. 1855 wurde er zum Ehrenmitglied gewählt. Lange war er auch Direktor der Witwen- und Sterbekasse der Stadt.

Gehewe starb auf einer Erholungsreise in Eger-Franzensbad. Er war verheiratet mit Marie Moritz; sein Sohn Carl Wilhelm Gehewe war Neurologe.

## Schriften (estnisch)
- (Übersetzung) Lammaste-karjusse Ramatokenne: Schmalzi nink Koppe oppusse perra meiepolitse lamba wallitsejide nink lamba poisside hääs kirjotetu. (‚Büchlein des Schafhirten. Nach der Lehre von Schmalz und Koppe zum Nutzen für unsere Schafbesitzer und Schäfer verfasst.‘) Tarto: J.C. Schünmann 1830. 115 S.
- (Übersetzung) Luterusse Katekismus (‚Lutherischer Katechismus‘) Tartu 1836. 24 S.
- (Übersetzung) Piibli Katekismus ehk Meie Lutterusse usso Katekismusse Öppetus nore rahwa kassuks pühha kirja sannadega ärraselletud. (‚Der Katechismus der Bibel oder Der Katechismus unseres lutherischen Glaubens mit den Worten der Heiligen Schrift für die Jugend erklärt‘). Tartu: Schünmanni lesk 1844. 112 S.
- Tarto- ja Wörro-ma rahwa Kalender ehk Täht-ramat 1840 (‚Volkskalender für Tartumaa und Võrumaa oder Merkbuch für das Jahr 1840‘). Tartu: Liivimaa Üldkasulik ja Majanduslik Selts 1839. 64 S.
- Luggemisse Ramat laste kolitamisse tarwis (‚Lesebuch für Schulkinder‘). Tarto: H. Laakmann. 56 S. 1841, Neuauflage 1843, Faksimile 2004.
- ABD nink wäikenne Luggemisse ramat Tarto marahwa tullus (‚ABD und kleines Lesebuch für das Tartuer Landvolk‘). Tartu: H. Laakmann 1860. (Neuauflagen 1879 und 1885).